# Azawakh

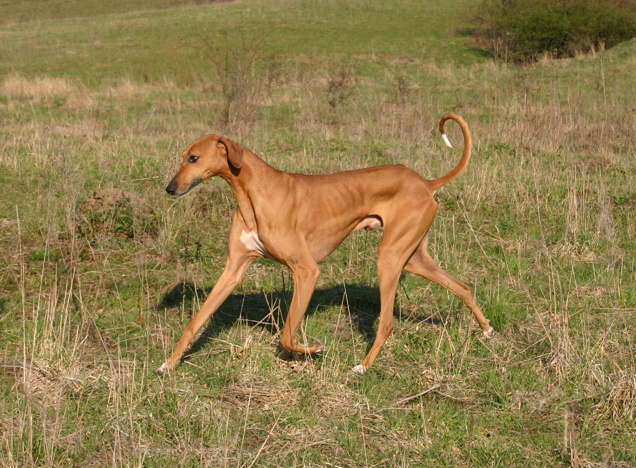
Huilaco's Jehanarh Khan (2002 - 2012) a fost primul Azawakh din România

Azawakh este o rasă de câini originar în Mali, Burkina Faso, Niger, Algeria. Standardul FCI este patronat de Franța. Ei mai sunt numiți Idi, Oska și Tuareg Sloughi. 

## Istoric rasă
Acest câine își are originea în zonele aride ale Sahelului unde există și astăzi câini de acest tip fără a fi însă corespunzători din punct de vedere al standardului de rasă. A fost crescut pentru vânǎtoare, ca animal de pazǎ și companie de către Tuaregi. Este o rasă rară în zilele noastre.

## Descriere fizică
Este un câine de talie mare, mai mult înalt decât lung, zvelt, suplu. Are un cap destul de mic, îngust, un bot lung, conic, și un nas negru. Ochii sunt migdala'i, de mărime medie și închiși la culoare. Urechile sunt medii ca mărime, triunghiulare, pliate pe lângă cap. Are un gât lung și o talie subțire și un piept foarte adânc care urcă brusc. Blana are un păr scurt, fin și poate fi roșu, galben sau tigrat, obligatoriu cu alb pe picioare si pe vârful cozii. 

## Condiții de viață
Acest câine se simte cel mai bine într-o curte îngrădită unde se poate mișca în voie și își poate consuma măcar o parte din energia pe care o posedă. Este recomandat persoanelor active, cărora le place să facă lungi plimbări pe bicicletă, însoțiți de câine. Nu este recomandat să fie lăsat liber căci s-ar putea să plece după pisici sau alte animale pe care le consideră vânat. Are nevoie de socializare, dresaj.

## Personalitate
Este un câine inteligent, independent, mândru, curajos, vigilent, foarte rezistent fizic. Este blând, afectuos, chiar jucăuș doar cu familia, acceptă copiii dacă nu îl necăjesc. Este rezervat, chiar agresiv cu străinii. Se înțelege bine cu alți câini dar ținând cont de puternicul său simț de vânătoare, alte animale din gospodărie pot fi în pericol lângă el.

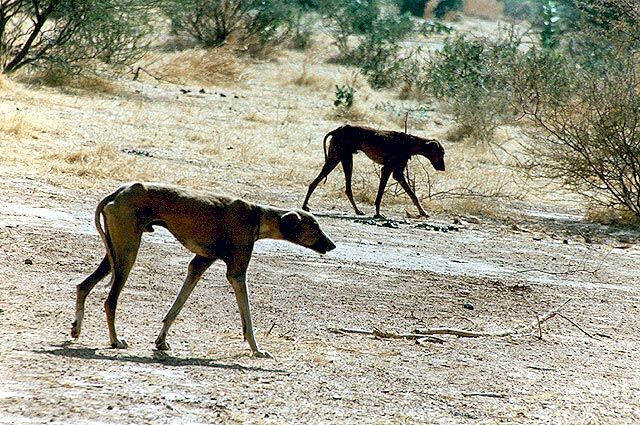
Câini de tip Azawakh din zona Sahel.

## Întreținere

### Blana
Blana nu necesită prea multă îngrijire. Un periaj ocazional este suficient.

### Hrana
În habitatul său natural, Azawakh-ul trăiește pe o dietă cu proteine puține, care consistă din aceași mâncare pe care o mâncau proprietarii lor, în mare parte mei și lapte de capră. Mâncarea cu care au fost hrăniți nu conținea multe proteine, iar organismul lor s-a adaptat la aceste condiții.

### Boli
Deși aceasta este o rasă relativ sănătoasă, există unele lucruri care pot afecta un Azawakh. Ca majoritatea ogarilor, Azawakh-ul este sensibil la anestezice. Datorită pieptului adânc, stomacul se poate umple cu aer. Stomacul se poate răsuci, să taie fluxul de sânge și să provoace o torsiune gastrică (o afecțiune cu potențial letal). Alte probleme de sănătate includ tiroidita autoimună, miozita cu eozinofile, distrofie musculară, luxație congenitală de cot.

### Dresaj
Este un câine independent care se dresează mai greu. Este bine să fie dresat de o persoană cu experiență. Dresajul trebuie să fie făcut cu multă răbdare, să fie ferm, dar blând, prietenos pentru a câștiga încrederea și respectul câinelui. Cu o atitudine severă se pot obține rezultate bune.

## Utilitate
Este un câine folosit pentru vânătoare de animale mici și mari dar și ca animal de pază.

## Caracteristici
- Înălțime: 61-73 cm
- Greutate: 16-25 kg
- Durata de viață: 12-15 ani[3]